# Управляющий совет любителей кошек
Управляющий совет любителей кошек (GCCF, англ. The Governing Council of the Cat Fancy) — крупнейшая фелинологическая организация, регистрирующая породистых кошек в Великобритании.

## История
GCCF был основан в 1910 году из трех или четырёх кошачьих клубов, которые в то время регистрировали кошек.
В понедельник 13 марта 2006 года GCCF был принят в члены Всемирного фелинологического конгресса, который способствует международному сотрудничеству между фелинологическими организациями.
В 2011 году Управляющий совет любителей кошек был зарегистрирован как компания с ограниченной ответственностью.
GCCF существует только благодаря самоотверженности и поддержке своих добровольцев более 100 лет. Такие волонтеры управляют клубами-членами и формируют различные комитеты, которые в свою очередь управляют GCCF.
В настоящее время GCCF насчитывает более 150 клубов-членов, лицензирует более 150 выставок кошек в год и регистрирует и передает более 25 000 племенных кошек в год.

## Состав
GCCF управляется Советом представителей от клубов-членов.
Совет избирает председателя, заместителя председателя и директоров, чтобы контролировать деятельность компании и вносить предложения по улучшениям.
Директорам и служащим оказывают поддержку комитеты, состоящие из специалистов, которые обладают ценными знаниями и опытом.
Повседневное администрирование осуществляется из офиса в Бриджуотере, Великобритания небольшой группой преданных своему делу сотрудников. Они занимаются регистрацией, публикациями, обработкой выставок, администрированием комитетов и прочими внутренними делами компании и кошачьего мира в целом.

### Комитеты GCCF
- Финансовый комитет
- Следственный комитет
- Дисциплинарный комитет
- Апелляционный комитет
- Комитет по ветеринарным консультациям
- Комитет по генетике
- Комитет по шоу

### Благотворительность
GCCF учредил свою собственную благотворительную организацию — Фонд благосостояния кошек (англ. The Cat Welfare Trust), которая использует средства, собранные через GCCF, для поиска способов улучшения благосостояния кошек.
На сегодняшний день фонд выделил тысячи фунтов стерлингов на ключевые исследовательские проекты в области вакцинации против стригущего лишая, изучении геномов кошек и хронического гингивостоматита у этих животных.

## Признание пород
В тройку самых популярных пород кошек по состоянию на 2020 год, зарегистрированных в GCCF, входят британская короткошерстная, рэгдолл и мейн-кун. GCCF признает около 40 пород.